# Тюльпан дібровний (заказник)
Тюльпан дібровний — ботанічний заказник місцевого значення. Об'єкт розташований на території Черкаського району Черкаської області, квартал 17, виділ 13 Креселецького лісництва.
Площа — 4,5 га, статус отриманий у 2002 році.